# Mulsanteus dux
Mulsanteus dux là một loài bọ cánh cứng trong họ Elateridae. Loài này được Iablokov-Khnzorian miêu tả khoa học năm 1974.